# Brixton Academy

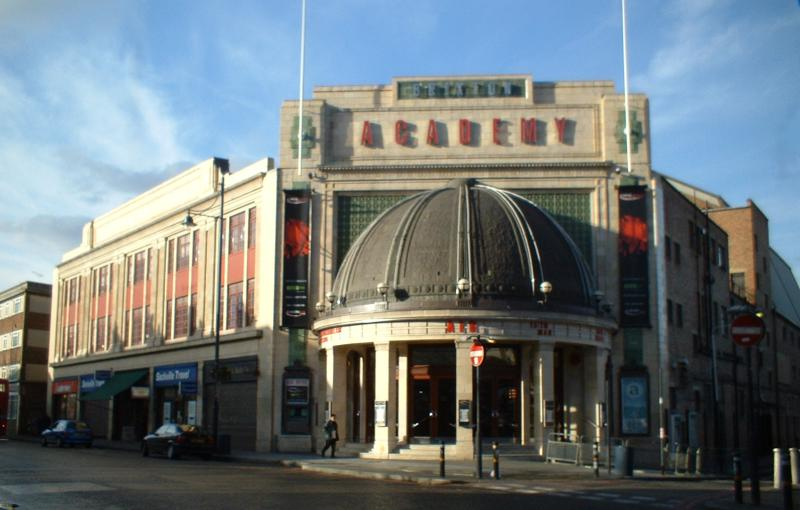
Brixton Academy

La Brixton Academy, attualmente conosciuta come la O2 Academy Brixton, è uno dei locali di Londra più importanti per concerti, night-club e teatro. Si trova nel sud di Londra e l'edificio ha ospitato una serie di eventi di musica rock dal 1983. La capacità massima è di 4.921 (3.760 in piedi al piano inferiore; 1.083 a sedere e 78 in piedi nel cerchio), in alternativa, la capacità di tutti i posti a sedere è 2.391.

## Storia
Il luogo ha iniziato la sua vita come sala cinematografica e teatro nel 1929, sul sito di un giardino privato di Stockwell Road. È stato costruito ad un costo di £ 250.000 come teatro "Astoria". Il primo show è stato il film The Singing Fool  di Al Jolson, seguito da una varietà di spettacoli, compresi quelli con Heddle Nash e Derek Oldham, che sono stati trasmessi dalla BBC. L'edificio conserva ancora molte delle sue caratteristiche originali, tra cui l'arco del proscenio e l'art déco interna.

### Sundown Centre
L'Astoria infine ha chiuso le porte come sala cinematografica il 29 luglio 1972. È stato poi convertito nel Sundown Centre per concerti rock nel settembre del 1972, ma non è stato un successo e la Sundown ha chiuso circa quattro mesi più tardi. Nel maggio 1974 è stata richiesta l'autorizzazione a demolire l'edificio ed a sostituirlo con un autosalone ed un distributore di benzina. Tuttavia, il progetto di riqualificazione è stato respinto e l'edificio è stato mantenuto ed è rimasto chiuso al pubblico ed utilizzato come magazzino attrezzature dalla Rank Organization.

### Brixton Academy
Nel 1981 l'Astoria fu ristrutturato da Sean Treacy, riaprì come luogo musicale chiamato The Fair Deal, con un concerto degli UB40, ma chiuse nel 1982 a causa di debiti. Fu' acquistato da Simon Parkes nel 1983 e nello stesso anno, riaprì come Brixton Academy.
L'Accademia è cresciuta costantemente in tutto il 1980, con numerose produzioni reggae e artisti rock e pop, come Eric Clapton, Dire Straits e altri. Il luogo è stato utilizzato anche per riprese video dai Wham e dai Culture Club.
Nel 1993 il chitarrista dei Queen Brian May ha fatto tappa alla Brixton Academy con il suo primo tour da solista, Back to the Light Tour; dal concerto è stato registrato l'album live ed il VHS Live at the Brixton Academy.  L'11 Gennaio 2020 ha ospitato la prima tappa del secondo tour europeo della cantante virtuale giapponese Hatsune Miku.

### Artisti principali
- Pet Shop Boys
- Editors
- Dave Matthews Band
- Deadmau5
- Dido
- David Gray
- Faith No More
- Judas Priest
- Machine Head
- Brian May
- AC/DC
- Iron Maiden
- Jane's Addiction
- The Mars Volta
- Bob Dylan
- The Killers
- Suede
- Green Day
- Angels & Airwaves
- Massive Attack
- DJ Shadow
- The Clash
- The Pogues
- The Prodigy
- Smashing Pumpkins
- Placebo
- Hard-Fi
- AFI
- LL Cool J
- Kasabian
- Muse
- My Chemical Romance
- Bullet for My Valentine
- The Libertines
- Madonna
- Pavement
- Pendulum
- Good Charlotte
- Rammstein
- Tenacious D
- The Mighty Boosh
- Kraftwerk
- The Offspring
- Ramones
- Queen & Paul Rodgers
- Nick Cave and the Bad Seeds
- Swedish House Mafia
- Motörhead
- Sex Pistols
- Wolfmother
- Incubus
- Hatsune Miku
- Moloko
- Harry Styles

- Chase and Status
- Asking Alexandria[2]

Alcuni di questi artisti vi hanno registrato anche degli album dal vivo.